# Спуск 2
«Спуск 2» (англ. The Descent: Part 2) — британский приключенческий фильм ужасов 2009 года, продолжение фильма «Спуск» 2005 года. Действие фильма происходит через два дня после событий первой части, в фильме рассказывается о спасательной операции в пещерах, где пропали главные героини первой части.
Режиссёр первого фильма Нил Маршалл выступил в роли исполнительного продюсера сиквела.

## Сюжет
Сара, спасшаяся от подземных существ, выбегает на дорогу, где её подбирает местный по имени Эд Освальд и отвозит в больницу. Она потеряла память и не может помочь шерифу, пришедшему поговорить с ней; между тем, кровь на её одежде совпадает с группой крови пропавшей Джуно Каплан. Шериф Вейнс с помощницей Элен Риос и тремя спасателями-спелеологами Дэном, Грегом и Кэт берут Сару и отправляются в пещеры. Вход в пещеру был найден при помощи собаки-ищейки: оказалось, что этот вход находится в заброшенной шахте. Эд Освальд, дед которого работал в этой шахте, запускает генератор питания с механизмом и спускает группу на старом подъёмнике вглубь под землю.
Внизу спасатели находят заколоченный вход в пещеры. Группа находит много развилок, в одной из них они находят труп девушки Ребекки. Вдруг Сара окончательно вспоминает о подземных монстрах и, впав в состояние паники, нападает на Вейнса, Грега и Элен и убегает от них вглубь пещер. Вейнс преследует Сару и отделяется от группы, а когда на него неожиданно нападает существо, стреляет из револьвера. Грохот выстрела вызывает обрушение свода, в результате чего выход завален и Кэт оказывается под завалом; вскоре она также встречается с монстром и убегает от него. Элен, Дэн и Грег добираются до пещеры, заполненной костями, где находят видеокамеру, которая была у девушек в первом фильме. Они просматривают видеозапись, из которой узнают, что на девушек напали монстры. В это время один из пещерных монстров нападает и на них, из-за чего все трое разбегаются в разные стороны. Затем они видят, как гуманоид нападает на Дэна (руководителя группы) и убивает его.
Кэт встречает Грега, они убегают от монстра и используют рацию, чтобы сбить его со следа. Вдвоём они бегут дальше и находят труп Сэм (из первого фильма), висящую на тросе. Они решают попробовать использовать трос, чтобы перебраться через пропасть, но на них нападают монстры. Грег падает вниз, утаскивая с собой монстра, а Кэт удаётся перебраться на другую сторону, однако там её убивают.
Элен и Сара идут вглубь пещер и убивают другого монстра. Элен рассказывает, что у неё есть дочь, что придаёт Саре большей решимости искать выход. Шериф Вейнс блуждает по пещерам один, и его чуть не убивает один из существ, однако его спасает оказавшаяся выжившей Джуно. Она знает, где выход из пещеры, но без фонаря всё это время не могла найти его. Вейнс и Джуно встречают Элен и Сару. После небольшой стычки между Джуно и Сарой (каждая считает другую предательницей) они решают, что сейчас самое лучшее — действовать сообща, чтобы выжить и выбраться отсюда.
Вскоре существа хватают Вейнса, а Элен, Саре и Джуно удаётся подобраться к выходу, перед которым грызут добычу несколько существ. Когда девушки пытаются на цыпочках обойти их, Джуно хватает умирающий Грег, оказавшийся среди добычи монстров, из-за чего существа бросаются на девушек. Джуно, Сара и Элен убивают существ, однако Джуно погибает, получив ранение. Сара и Элен разворачиваются, чтобы уйти, но тут оказывается, что перед выходом ещё четыре монстра, и ещё трое с другой стороны. Жертвуя собой ради Элен и её дочери, Сара кричит, чтобы отвлечь существ на себя и позволить Элен убежать.
Элен выбирается наружу и собирается позвонить по мобильнику, но на неё нападает Эд, который бьёт её лопатой и тащит обратно к входу в пещеру.

## В ролях
- Шона Макдональд — Сара Картер
- Натали Мендоса — Джуно Каплан
- Кристен Каммингс — Элен Риос
- Гэван О'Хирлайи — шериф Вейнс
- Джошуа Даллас — Грег
- Анна Скеллерн — Кэт
- Дуглас Ходж — Дэн Шеферд
- Майкл Рейнольдс — Эд Освальд
- Аксель Кэролин — сестра Ламберт
- Даг Баллард — доктор Пэйн
- Джош Коул — Линч
- Мак Макдональд — майор Рили